# Strongylognathus kratochvili
Strongylognathus kratochvili là một loài côn trùng thuộc họ Formicidae. Đây là loài đặc hữu của Cộng hòa Séc.